# The Nutty Professor (2008)
The Nutty Professor (bra: O Professor Aloprado) é uma animação digital de 2008 e sequência do filme de Jerry Lewis de mesmo nome feita em 1963. Lewis reprisa o personagem Julius Kelp e também produz o filme. Drake Bell faz a voz de Harold Kelp, neto de Julius. O filme não tem nenhuma ligação com os dois filmes feitos por Eddie Murphy, que Lewis também tinha produzido.

## Elenco
- Jerry Lewis como Julius Kelp / Buddy Love (voz)[1]
- Drake Bell como Harold Kelp / Jack (voz)[1]
- Tabitha St. Germain como Robin (voz)[1]
- Britt Irvin como Polly (voz)[1]
- Logan McPherson como Zeke / Garçom / Fear / Ned (voz)[1]
- Andrew Francis como Brad / Tad (voz)[1]
- Brian Drummond como Dean Von Wu (voz)[1]
- Danielle Lewis como Suzan Perkins (voz)[1]
- Daniel Christopher Paige como Simon[1]